# Rusi Rusew
Rusi Christow Rusew (bułg. Руси Христов Русев, ur. 27 listopada 1887 w Gabrowie, zm. 1 lutego 1945 w Sofii) – bułgarski wojskowy, generał artylerii, w latach 1943-1944 minister wojny, ofiara represji komunistycznych.

## Życiorys
W 1909 ukończył szkołę wojskową w Sofii. Brał udział w wojnach bałkańskich i I wojnie światowej jako dowódca baterii w 4 pułku artylerii. W latach 20. służył w kilku garnizonach jako oficer artylerii. W latach 30. pełnił funkcję oficera inspekcyjnego w oddziałach artylerii. W latach 1935–1936 dowodził baterią artylerii, broniącą zakładów zbrojeniowych w Kazanłyku. W 1936 uzyskał awans na pierwszy stopień generalski i objął stanowisko inspektora generalnego w ministerstwie wojny. W latach 1938–1939 przebywał w Berlinie, gdzie negocjował sprawę kredytów niemieckich na dozbrojenie armii bułgarskiej. W 1943 objął stanowisko ministra wojny w gabinecie Dobri Bożiłowa, a następnie w gabinecie Iwana Bagrianowa. Po wkroczeniu Armii Czerwonej do Bułgarii wydał rozkaz armii bułgarskiej, aby nie stawiała oporu. W 1944 aresztowany i skazany na karę śmierci przez Trybunał Ludowy, podobnie jak inni ministrowie rządu Iwana Bagrianowa. 1 lutego 1945 został rozstrzelany w Sofii.
W 1996 Sąd Najwyższy Bułgarii oczyścił Rusewa ze stawianych mu zarzutów.
Był żonaty (żona Anastasija z d. Złatarska (1889-1976)), miał dwoje dzieci (syna i córkę).

## Awanse
- podporucznik (Подпоручик) (1909)
- porucznik  (Поручик) (1911)
- kapitan  (Капитан) (1915)
- major  (Майор) (1919)
- podpułkownik  (Подполковник) (1923)
- pułkownik  (Полковник) (1928)
- generał major  (Генерал-майор) (1936)
- generał porucznik (Генерал-лейтенант) (1940)
- generał artylerii (Генерал от артилериятa) (1943)

## Odznaczenia
- Order za Waleczność kl. II
- Order Zasługi Wojskowej V st.